# Melitaea atlantis
Melitaea atlantis är en fjärilsart som beskrevs av Le Cerf 1923. Melitaea atlantis ingår i släktet Melitaea och familjen praktfjärilar. Inga underarter finns listade i Catalogue of Life.